# L'amor carnale (singolo)
L'amor carnale è una canzone scritta dai Bastard Sons of Dioniso e Gaudi (che cura anche la produzione) e registrata dal gruppo trentino per l'EP L'amor carnale pubblicato da Sony Music
, da cui il brano è stato estratto come primo singolo.

## Il brano
L'amor carnale è una cover in lingua italiana di The Zwang Song, pezzo in lingua inglese, già nel repertorio dei Bastard Sons of Dioniso. La canzone è stata eseguita per la prima volta durante la puntata del 14 aprile 2009 della seconda edizione di X Factor, nella quale il gruppo partecipava come concorrente in gara. Il brano è stato nuovamente suonato dal gruppo durante la finale del 19 aprile, durante la quale i Bastard Sons of Dioniso si sono classificati al secondo posto, dietro Matteo Becucci.
Il singolo del brano è stato reso disponibile per il download digitale e per l'airplay radiofonico a partire dal 24 aprile, e debuttando nella classifica dei singoli più scaricati in Italia alla prima posizione, mentre Contessa (cover del brano di Enrico Ruggeri), sempre cantata dai Bastard Sons of Dioniso saliva alla quarta posizione. Curiosamente L'amor carnale ha scalzato dalla vetta della classifica You've Got a Friend, brano interpretato dai concorrenti giunti alla finale di X Factor, quindi anche dagli stessi Bastard Sons of Dioniso.

## Il video
Il video musicale prodotto per L'amor carnale è stato diretto da Gaetano Morbioli ed Enrico Tomei, ed è entrato nella rotazione dei canali tematici a partire dal 1º maggio 2009. Il video, interamente ambientato all'interno di un pub a Riva del Garda, vede i Bastard Sons of Dioniso esibirsi in un locale affollato di gente, mentre loro fantasticano su una provocante ragazza, che si trova fra la folla. Compaiono tra la gente alcuni amici della band trentina, nonché certi musicisti locali.

## Classifica italiana
| Classifica | Posizione più alta |
| ---------- | ------------------ |
| FIMI       | 1                  |

## Formazione
- Jacopo Broseghini - voce e  basso
- Federico Sassudelli - voce e batteria
- Michele Vicentini - voce e chitarra elettrica